# おかま
おかま（オカマ、御釜）、日本において男性と性行為をする同性愛者、女装する男性、女性らしい性表現をする男性を指す用語。侮辱の意味で用いられることもある。一方で、あえてこの言葉を用いて自称する者もいる。オネエやニューハーフなどの類似語もある。

## 概要
「オカマ」は元々は肛門を意味する江戸時代の俗語であり、転じてアナルセックスをする・される（おカマを掘る・掘られる）こともある女装をする男娼を指し、1980年代頃から女性的な男性全般（非同性愛者含む）への名称になった。なお、江戸時代には「おかまを割る」とも言った。
平成初期までは「オカマ」という単語はテレビや雑誌、児童向け漫画・アニメなどでも普通に使われた単語である。著名な作品では当時のクレヨンしんちゃんがあり、TV版・劇場版ともどもオカマキャラが度々登場した。特に1997年劇場版においては登場した魔神が｢(力を失った)ただのオカマ｣と自称するシーンがあった。
元来ある炊事用具の おかま（御釜/御竈）は釜の丁寧語であるが、同性愛者の名称としての「カマ」が何なのかについては、底が丸く尻の形と似ている釜とする説、江戸時代に男娼を意味した「陰間（かげま）」がなまったものとする説、それに歌舞伎の「女形（おやま）」を関連づける説、梵語で愛欲を意味する「カーマ」を語源とする説など様々なものがある。
広義の男性同性愛者を指すときの「オカマ」は、（女性的な）男性同性愛者、又はその中でもオネエ言葉を使う者、女装趣味の者、性風俗の職にある者、水商売や芸能の職にありショーなどを演じている者など実際には異なる複数の概念が混同されている。
現在では「おかま(御釜)を掘る」という言葉は転じて、「交通事故での後部への追突」を表すスラングとしても用いられる。
派生語には男性的傾向の強い女性同性愛者を表す「おなべ」、ゲイ男性につきまとう女性を表す「おこげ」などがある。

## 著名人の議論
男性同性愛者の中でも、女性的な口調であるが女装はしない男性同性愛者（オネエ）や、ニューハーフの中で、女装だけして身体は男性のままでいたい人など、女性度が高い同性愛者は「オカマ」と自称する傾向がある。マツコ・デラックスは「オネエ」という配慮して産まれた呼び方を「無理に作った言葉」だとし、「体の中に“オネェ”っていう風習がないのよ」とコメントしている。そして、ゲイや女装へオカマという言葉を使うことを気にいっている。マツコは「オネェ」とは「オネェ言葉」のように口調に対する言葉であり、仲間内間でゲイや女装家に普段使う言葉ではないと述べている。
東郷健のよう自他共に呼ばれることを好む者もいる。東郷は雑誌「ザ・ゲイ」編集長を務めた経歴があり、同性愛者や障害者らへの差別撤廃を訴える政治活動を展開しだした後は、衆・参院選挙や東京都知事選に立候補したが、いずれも落選した。ゲイであると公的にカムアウトする日本人がいない時代に「何故君はやらないのか？男が男と寝ることを」「男が好きで何を悪い」と語っていた。